# Gabriel Soriano
Gabriel Soriano (Ciudad de México, 3 de mayo de 1971) es un guionista, productor y director de cine mexicano. En 2001, con un presupuesto de tan sólo $27,000 logró filmar su primer largometraje, Seis días en la oscuridad, que fue distribuido a nivel nacional por la empresa Videocine. La historia trata de un falso secuestro de un chico de la alta sociedad mexicana. Dicha cinta participó en la Muestra de Cine Mexicano en Guadalajara y en Puerto Vallarta; ganó la Iguana de Oro, premio que otorga el público vallartense. Participó en el festival de Trieste Italia y en San Diego Latino Film Festival. Seis días en la oscuridad es una producción en la que participaron la actriz Ludwika Paleta, Mauricio Fernández, Dario T-pie, Mario Zaragoza, José Sefami y María de la Luz Sendejas, quien fue nominada al Ariel por su actuación. 
Después de participar en un taller de cine básico en Nueva York, regresa a México con la firme decisión de realizar su primer largometraje en 35 mm y es así como incursiona en el cine nacional: para el financiamiento contó con el apoyo del empresario estadounidense Robert Kistner.
Al año siguiente produce el cortometraje El día menos pensado, dirigido por Rodrigo Ordóñez y protagonizado por Bruno Bichir, Martha Aura y Fernando Becerril,  que ha participado en varios festivales de cine. Además es socio fundador de la empresa Guerrilla Films, con oficinas en Puerto Vallarta y Guadalajara, que produce películas de ficción y documentales.
Desde 1998 realiza un taller de cine en México. observatoriobahia (enlace roto disponible en Internet Archive; véase el historial, la primera versión y la última).

## Biografía

### Inicios
Nació en la Ciudad de México . A los 12 años dejó su casa y se fue a vivir a  Puerto Vallarta en 1989 se va a vivir a Vancouver B.C. Canadá, en 1996 viaja a New York y estudia en la New York Film Academy: a su regreso a México abre una pequeña oficina en los Estudios Churubusco  y crea la empresa Guerrilla Films.

## Filmografía

### Cine
| Año  | Título                    | Acreditado como | Acreditado como | Acreditado como |       |
| Año  | Título                    | Director        | Guionista       | Productor       | Actor |
| ---- | ------------------------- | --------------- | --------------- | --------------- | ----- |
| 2001 | El Plan B 2001            | Sí              | Sí              | Sí              |       |
| 2003 | Seis días en la oscuridad | Sí              | Sí              | Sí              |       |
| 2005 | El día menos pensado      |                 |                 | Sí              |       |
| 2005 | Secreto de amor           | Sí              | Sí              |                 |       |
| 2007 | La cama de Lola           | Sí              | Sí              | Sí              |       |
| 2013 | 12 Rounds                 | Sí              | Sí              | Sí              | Sí    |
| 2015 | Invierno 113              | Sí              | Sí              | Sí              |       |